# Échelle de Borg
L’échelle de Borg ou la mesure de perception de l'effort (RPE) est une mesure quantitative de la perception de l'effort durant un exercice physique, introduite vers 1970 par le professeur Gunnar Borg. L'échelle de Borg se cote de 6 à 20. La mesure de l'échelle de Borg modifiée est une cote sur une échelle de 0 à 10 rattachée à différents mots d'appréciation : effort « très léger, difficile, pénible… ». Cette mesure globale, basée sur les sensations physiques et psychiques de la personne, tient compte de la condition physique, des conditions environnementales et du niveau de fatigue générale. 
L'échelle entre 0 et 10 a été conçue pour correspondre approximativement à la fréquence cardiaque d'un jeune adulte en bonne santé (effort 8 représente 80 % de la FC). 
Cette mesure est utilisée en médecine pour le diagnostic (essoufflement, dyspnée, douleurs thoracique et musculosquelettiques) et la documentation durant un test physique. 
Cette mesure est également utilisée en entrainement sportif pour évaluer l'intensité d'un exercice ou d'une compétition et déduire la charge d'entrainement. Si la mesure est subjective, il a été démontré qu'elle est corrélée à de nombreux paramètres physiologiques : fréquence cardiaque, accumulation de lactate sanguin, seuil ventilatoire, etc.